# Litoměřice dolní nádraží
Litoměřice dolní nádraží – stacja kolejowa w Litomierzycach, w kraju usteckim, w Czechach. Znajduje się na wysokości 155 m n.p.m.
Jest zarządzana przez Správę železnic. Na stacji nie ma możliwości zakupu biletów, a obsługa podróżnych odbywa się w pociągu.

## Linie kolejowe
- 072 Lysá nad Labem - Ústí nad Labem západ